# Bombe

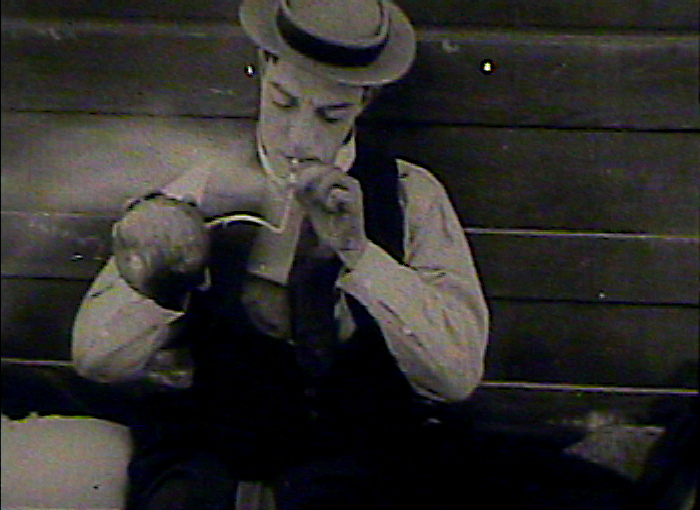
Bombe mit Zündschnur in der Hand Buster Keatons als Stummfilm-Utensil

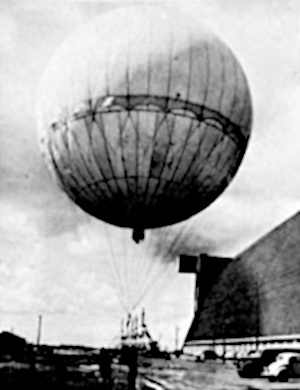
Japanische fusen bakudan (Ballonbombe) während des Zweiten Weltkrieges

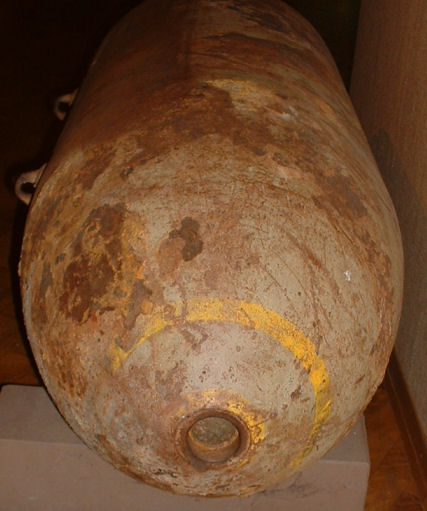
453-kg-Bombe aus dem Zweiten Weltkrieg (ohne Zünder)

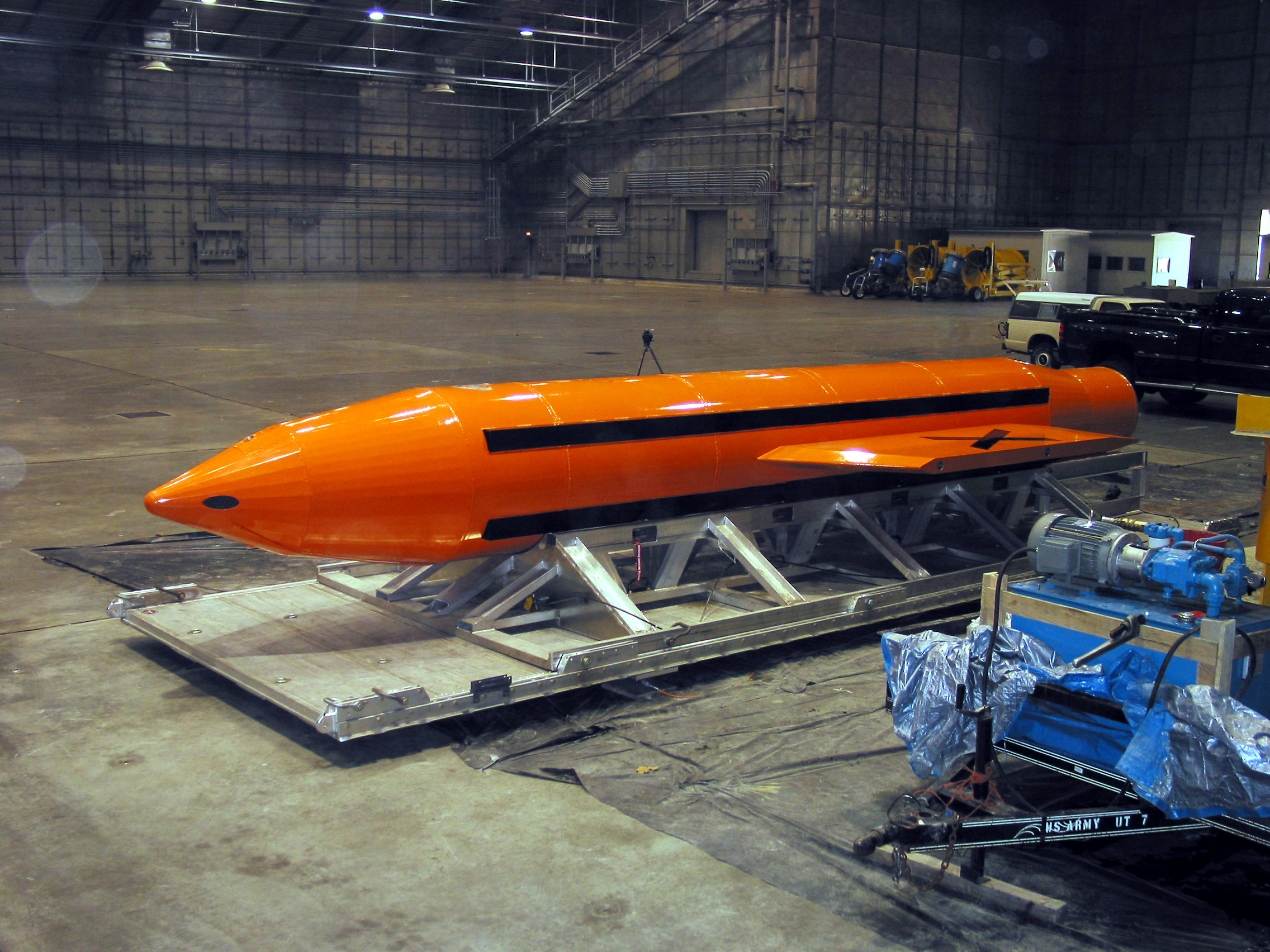
Konventionelle sprengkraftstarke und lenkbare 11-t-US-Fliegerbombe GBU-43/B Massive Ordnance Air Blast

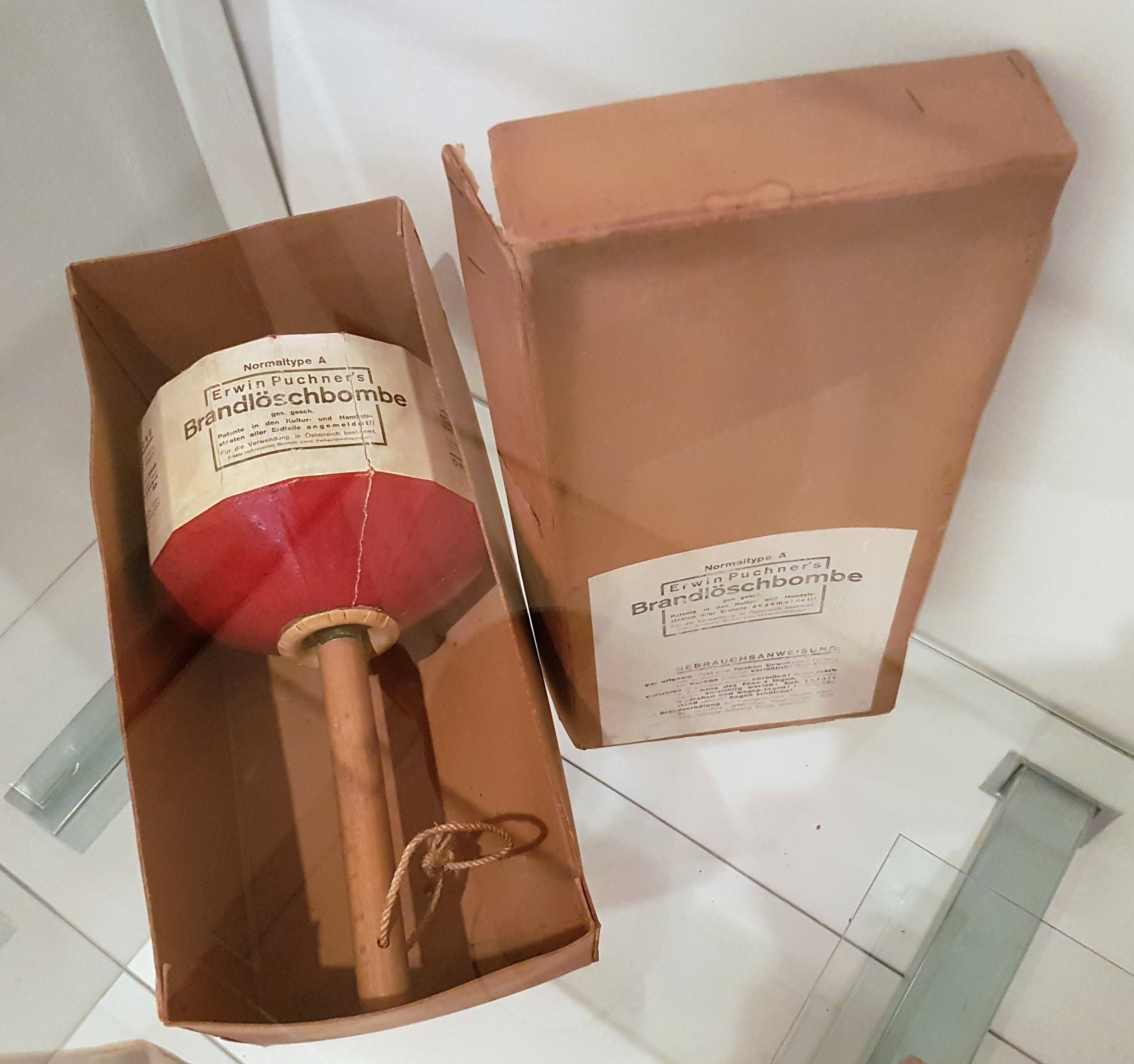
Brandlöschbombe

Eine Bombe ist ein Sprengkörper, der mit explosivem Material gefüllt ist, das durch einen Zünder zur Detonation gebracht werden kann, um Zerstörung anzurichten bzw. Menschen oder Tiere zu töten. Ihr massenhafter Einsatz gegen ein Ziel heißt Bombardement.

## Etymologie
Das Wort „Bombe“ wurde wie viele andere militärische Begriffe wohl während des Dreißigjährigen Krieges aus dem Französischen (bombe) entlehnt und geht über lat. bombus letztlich auf das lautmalerische altgriechische Wort βομβος (bombos) zurück, das „dumpfes Tönen, Sausen“ bedeutet.

## Wortanwendung
Im militärischen Zusammenhang wird das Wort Bombe  meistens für explosive Vorrichtungen genutzt, die ohne Treibladung nur von der Schwerkraft im freien Fall angetrieben werden. Die gilt insbesondere in der militärischen Luftfahrt für die Fliegerbombe, aber auch für die Wasserbombe, die zur Bekämpfung von U-Booten antriebslos im Wasser versinkt.
Unterschiedliche Arten von Bomben sind Granaten (Vorrichtungen, die von einer Treibladung oder manuell eine Initialbeschleunigung erfahren) und Minen (Waffen, die verlegt werden und zeitverzögert in der Regel unter gewissen Bedingungen zünden).
Im zivilen Kontext sind mit dem Begriff „Bombe“ meistens alle Arten von Sprengsätzen erfasst, die kriminellen bzw. terroristischen Zielen dienen, z. B. Autobomben, Briefbomben, Sprengfallen etc.
Von der Bombe im engeren Sinne gibt es verschiedene Arten, die nach ihrer Verwendung oder dem eingesetzten Sprengstoff bezeichnet werden.
- Die Zeitbombe wird mittels eines Zeitzünders zu einem bestimmten Zeitpunkt zur Explosion gebracht.
- Autobombe – in einem Automobil deponierte Bombe. Eine Autobombe dient entweder zur Ermordung der Insassen, oder das bombenbestückte Auto wird selbst als Trägerfahrzeug zur Zerstörung bzw. Ermordung von sich in der Nähe aufhaltenden Personen, Gegenständen oder/und Gebäuden benutzt.
- Wasserbombe – Bombe zur Bekämpfung von U-Booten
- Die Fliegerbombe ist eine aus einem Flugzeug abgeworfene Bombe, u. a. Brandbombe, Luftmine, Roll-/Rotationsbombe, Sprengbombe und Aerosolbombe und wird meistens mittels Aufschlagzünder gezündet. Mit einem Suchkopf aus- oder nachgerüstet wird sie zur Präzisionsbombe.
- Die Kernwaffe (Atombombe) ist eine Bombe, deren Explosion auf einer nuklearen Kettenreaktion beruht. Dazu zählt auch die Wasserstoffbombe, in der Kernfusion zusätzlich zur Kernspaltung abläuft.
- Die Neutronenbombe – Bombe, die der Atombombe ähnelt, jedoch insbesondere zur Bekämpfung gepanzerter Verbände erheblich mehr Energie in Form von harter Neutronenstrahlung abgibt.
- Die so genannte Radiologische Waffe („schmutzige Bombe“) ist eine „konventionelle“ Bombe, die mit radioaktivem Material versetzt ist, das bei der Explosion ein Gebiet kontaminiert. Anders als bei der Atombombe findet jedoch keine nukleare Reaktion statt.
- Die Briefbombe enthält eine Sprengladung, die über einen Kontaktzünder, z. T. auch über eine Zeitschaltuhr (Timer), ausgelöst wird und für terroristische Anschläge verwendet wird.
- Die sogenannte E-Bombe verursacht einen massiven elektromagnetischen Impuls, durch den elektronische Geräte unbrauchbar gemacht werden können.
- Die Rauchgranate (Rauchbombe), welche eine starke Rauchentwicklung erzeugt, um z. B. den Gegnern die Sicht zu nehmen oder Brand zu simulieren.
- Die Feuerlöschbombe – ein Vorläufer der modernen Handfeuerlöscher – war ein Gerät, welches durch eine Explosion Wasser freisetzte und damit einen Brand löschte.

- Die Bombe oder Granate mit brennender Lunte ist Abzeichen der Schweizer Grenadiere und der italienischen Carabinieri.